# Sulfidibacter
Sulfidibacter es un género de bacterias gramnegativas de la familia Acanthopleuribacteraceae. Actualmente contiene una sola especie: Sulfidibacter corallicola. Fue descrita en el año 2023. Su etimología hace referencia a bacteria productora de sulfuro. El nombre de la especie hace referencia a habitante del coral. Es aerobia y móvil por flagelo polar. Tiene un tamaño de 0,9-1,5 μm de ancho por 2,3-5,3 μm de largo. Catalasa y oxidasa positivas. Forma colonias circulares, lisas y amarillas en agar marino. Temperatura de crecimiento entre 15-37 °C, óptima de 25-30 °C. Tiene un genoma de 11,79 Mpb y un contenido de G+C de 60,2%. Se ha aislado del coral Porites lutea en China. 